# لیپوویتسا (ولاسوتینتسه)
لیپوویتسا (به صربی: Lipovica) یک منطقهٔ مسکونی در صربستان است که در ولاسوتینتسه واقع شده‌است. لیپوویتسا ۴۵۴ نفر جمعیت دارد.